# Martin Greschat
Martin Greschat (* 29. September 1934 in Wuppertal; † 3. November 2017) war ein deutscher Kirchenhistoriker.

## Leben
Martin Greschat kam in Wuppertal-Elberfeld zur Welt. Im Jahre 1955 absolvierte er am Albert-Schweitzer-Gymnasium in Marl (Westfalen) das Abitur und studierte anschließend Evangelische Theologie, Germanistik und Geschichte in Münster und Tübingen; während der Semesterferien arbeitete er mehrfach als Bergmann unter Tage. Im Jahre 1961 bestanden er das Erste Kirchliche Examen daran schloss sich ein Sondervikariat an, das Greschat in die Erlösergemeinde zu Münster und zur Redaktionsassistenz an dem ortsansässigen Bucer-Institut führte. Es war das Jahr 1964 in welchem Greschat seinen dreißigsten Geburtstag feierte und zwei wichtige Abschlüsse entgegennahm, das Zweite Kirchliche Examen und der Ordination zum Pfarrer der Westfälischen Landeskirche sowie seine Promotion zum Doctor theologiae durch die Universität Münster mit der Arbeit „Melanchthon neben Luther. Studien zur Gestalt der Rechtfertigungslehre zwischen 1528 und 1537“ (sie wurde 1965 gedruckt). Ein Jahr später bezog er, frisch ordiniert, die Assistentenstelle am Lehrstuhl des Münsteraner Kirchenhistorikers Robert Stupperich. Die 1969 für das Fach Kirchengeschichte ebenfalls in Münster angenommene Habilitationsschrift „Zwischen Tradition und neuem Anfang. Valentin Ernst Löscher und der Ausgang der lutherischen Orthodoxie“ (gedruckt 1971) zählt zu den Standardwerken der neueren Kirchengeschichte.
Von 1972 bis 1980 lehrte Greschat als wissenschaftlicher Rat und Professor für Kirchengeschichte und Kirchliche Zeitgeschichte in Münster. 1980 wurde er als Professor für Kirchengeschichte und Kirchliche Zeitgeschichte an die Justus-Liebig-Universität Gießen berufen. Dort lehrte er bis zu seiner Emeritierung im Jahr 1999.
Greschat war Verfasser und Herausgeber zahlreicher Publikationen zu unterschiedlichen Themen der Kirchengeschichte. Vom Jahr 1975 prägte Greschat als Mitglied der „Evangelischen Arbeitsgemeinschaft für Kirchliche Zeitgeschichte“ deren Entwicklung entscheidend mit. Zu seinen Forschungsschwerpunkten gehörten die Reformation und die Kirchliche Zeitgeschichte. Er war unter anderem Herausgeber des Sammelwerks Gestalten der Kirchengeschichte, das in 14 Bänden von der Antike bis zur jüngsten Gegenwart reicht.
Martin Greschat hatte drei Töchter: die Theologin Katharina Greschat, die Kunsthistorikerin Isabel Greschat und die Logopädin Sabine Greschat.

## Schriften (Auswahl)
- Melanchthon neben Luther. Studien zur Gestalt der Rechtfertigungslehre zwischen 1528 und 1537 (= Untersuchungen zur Kirchengeschichte. Band 1). Luther-Verlag, Witten 1965, DNB 451656210 (Habil.-Schrift, Münster/Westf. 1964).
- Zwischen Tradition und neuem Anfang. Valentin Ernst Löscher und der Ausgang der lutherischen Orthodoxie. Witten 1971.
- Der deutsche Protestantismus im Revolutionsjahr 1918–1919. Witten 1974.
- Das Zeitalter der Industriellen Revolution. Das Christentum vor der Moderne. Stuttgart 1980.
- Martin Bucer. Ein Reformator und seine Zeit. München 1990.
- Christentumsgeschichte II: Von der Reformation bis zur Gegenwart. Stuttgart 1997.
- Die christliche Mitgift Europas, Traditionen der Zukunft. Stuttgart 2000.
- Die evangelische Christenheit und die deutsche Geschichte nach 1945. Weichenstellungen in der Nachkriegszeit. Stuttgart 2002.
- Protestantismus in Europa. Geschichte – Gegenwart – Zukunft. Darmstadt 2005.
- Philipp Melanchthon. Theologe, Pädagoge und Humanist, Gütersloh 2010.
- Der Protestantismus in der Bundesrepublik Deutschland (1945 bis 2005). Leipzig 2010.
- Protestantismus im Kalten Krieg. Kirche, Politik und Gesellschaft im geteilten Deutschland 1945–1963. Paderborn 2010.
- Der Erste Weltkrieg und die Christenheit: Ein globaler Überblick. Stuttgart 2014.